# Ana Poliak
Ana Poliak (Buenos Aires, Argentina, 30 de juliol de 1962) és una directora i guionista de cinema que, entre altres films, va dirigir ¡Que vivan los crotos! (1990), La fe del volcán (2002) i Parapalos (2004).	

## Activitat professional
Va estudiar Dibuix i Pintura amb Anselmo Piccoli i es va graduar en l'especialitat de Direcció a l'Escuela Experimental de Cine del Instituto Nacional de Cinematografía (ENERC), de l'Instituto Nacional de Cine y Artes Audiovisuales. Va exercir com a Ajudant de direcció i Producció de Clara Zappettini i Mario Strukelj en televisió educativa. Des de 1983 t va treballar com a Ajudant de direcció i muntadora en diversos curtmetratges i llargmetratges i a partir de 1990 guionó, va produir, va dirigir i va editar diversos llargmetratges, com ¡Que vivan los crotos! (1990), La fe del volcán (2002) i Parapalos (2004). El 1989 va fundar la productora Viada Producciones s.r.l. amb ella a més dels seus propis treballs, va coproduir entre altres films, Extraño, de Santiago Loza i La cantata de las cosas solas, de Willi Behnisch. També va dirigir i va editar el registre de diverses obres teatrals com El pecado que no se puede nombrar, de Ricardo Bartis, Maluco i Canon perpetuo de Quico García, a més de desenvolupar la seva pròpia obra plàstica, sota l'assessorament del pintor Eduardo Medici.
El seu primer llargmetratge ¡Que vivan los crotos! és un documental filmat en la localitat de Gardey, en la província de Buenos Aires, on va viure el protagonista José Américo Bepo Ghezzi (1912-1999), que va passar gran part de la seva vida com un linyera, evocat a través dels seus propis records i el dels seus amics.
Va ser exhibida en algunes províncies fora del circuit comercial i en nombrosos festivals de cinema. Els crítics Raúl Manrupe i María Alejandra Portela van escriure que era un «Auster i digne documental amb recreació d'escenes i poderoses imatges, sobre la vida dels linyeras anàrquics d'uns altres temps.».

## Filmografia
Va participar dels següents films::
Actriu
- La fe del volcán (2002)

Directora
- Parapalos (2004)
- La fe del volcán (2002)
- ¡Que vivan los crotos!  (1990)
- Suco de sábado (curtmetratge 1989)
- Nahú Knop, retrospectiva (curtmetratge documental 1987)[1]
- Zuco (cortometraje 1986)
- Bolshoi Ballet (curtmetratge documental 1986)[1]
- El eco (curtmetratge 1984)[1]

Assistent de Direcció
- Cuerpos perdidos (1989)

Ajudant de direcció
- La amiga (1989)
- Debajo del mundo (1987)
- A dos aguas (1987)
- Sur (1987)
- Gombrowicz, o la seducción (Representado por sus discípulos) (1986)
- El exilio de Gardel (Tangos) (1985)
- El sol en botellitas (1985)

Meritoria de dirección
- El juguete rabioso (1984)

Guionista
- Parapalos (2004)
- La fe del volcán	(2001]
- ¡Que vivan los crotos! (1990)
- Suco de sábado (curtmetratge 1989)

Producción
- Con la primavera en el bolsillo (curtmetratge 1985)
- La fe del volcán	(2002)
- Parapalos (2004)

Direcció de producció
- La fe del volcán	(2001)
- ¡Que vivan los crotos! (1990)

Assistent de vídeo
- H. G. O.  (1998)

Muntatge
- El polvo (2022)
- Baldío (2019)
- La otra piel (2018)
- La nostalgia del centauro (2017)
- Nosilatiaj. La belleza (2012)
- 13 puertas (2014)
- Extranjera (2007)
- Parapalos (2004)
- Cómo pasan las horas (2004)
- Cantata de las cosas solas (2003)
- Extraño (2003)
- Gracias por el juego (2002)
- La fe del volcán	(2002)
- Casi ángeles (2002)
- La rosa azul (2001)
- Ciudad de Dios (1997)
- Invierno, mala vida (1997)
- Historias breves 2 (1997)
- Al cielo, no (curtmetratge 1996)
- Marisa en la siesta (curtmetratge 1996 a Historias breves I
- Beautiful (curtmetratge 1993)
- El último sueño (curtmetratge 1993)
- Solo en un cuarto (curtmetratge 1993)
- Un ojo en la ruta (curtmetratge 1993)
- ¡Que vivan los crotos! (1990)

Direcció de muntatge
- La nostalgia del centauro (2017)

Meritori de muntatge
- Se acabó el curro (1983)
- Mercedes Sosa, como un pájaro libre (1983)

Colaboración en el montaje
- Mocoso malcriado (ccurtmetratge 1993)

## Premis i nominacions
Asociación de Cronistas de Cine de la Argentina Premis Sur 1996
- ¡Que vivan los crotos!' nominada al Premi Cóndor de Plata a la Millor Ópera Prima.

Festival de Cinema de Bogotà 2001
- La fe del volcán nominada al Premi Círculo Precolombino d'Or a la Millor Pel·lícula.

Buenos Aires Festival Internacional de Cinema Independent 2004
- Parapalos,guanyadora del Premi a la Millor Pel·lícula i de l'Esment Especial de FIPRESCI

Festival de Cinema Entrevues (Belfort, França, 2004)
- Parapalos, Guanyadora del Gran Premi a la Millor Pel·lícula Estrangera compartit amb El sabor del te

Festival de Cinema de Torí 2004
- La fe del volcán, nominada al Premi de la Ciutat de Torí a la Millor Pel·lícula.

Festival Internacional del Nou Cinema Llatinoamericà de l'Havana
- ¡Que vivan los crotos! guanyadora del Primer Premi Coral.

Festival de Troia, Portugal.
- ¡Que vivan los crotos! guanyadora d'una Menció d'Honor